# آلیس وایدل
آلیس الیزابت وایدل (آلمانی: Alice Elisabeth Weidel؛ زاده ۶ فوریهٔ ۱۹۷۹) سیاستمداری آلمانی است که از ژوئن ۲۰۲۲ رهبرمشترک حزب آلترناتیو برای آلمان به همراه تینو کروپالا و‌ همچنین از اکتبر ۲۰۱۷ رهبر حزب آلترناتیو برای آلمان در بوندستاگ است. او از انتخابات فدرال ۲۰۱۷ عضوی از بوندستاگ است. وی در آن انتخابات به همراه الکساندر گائولند نامزد اصلی حزب خود بود. او در انتخابات فدرال ۲۰۲۱ آلمان بار دیگر نامزد اصلی حزب بود وی همچنین از نوامبر ۲۰۱۹ معاون سخنگوی حزب آلترناتیو برای آلمان در سطح فدرال و از فوریه ۲۰۲۰ رئیس انجمن حزبی در ایالت در بادن-وورتمبرگ بوده‌است. در فوریه ۲۰۲۵ ایلان ماسک از آلیس وایدل حمایت کرد. با رهبری وی حزب آلترناتیو برای آلمان محبوبیتی فزاینده پیدا کرد و در انتخابات فدرال ۲۰۲۵ آلمان به جایگاه دوم و حزب اپوزیسیون رسید. در سال ۲۰۲۴ او به عنوان نامزد حزبش برای صدراعظمی آلمان در انتخابات ۲۰۲۵ انتخاب شد.

## زندگی شخصی و حرفه‌ای
وایدل در ۶ ژانویه ۱۹۷۹ در گوترسلوه زاده شد. خانواده او در تجارت عتیقه‌جات و مبلمان فعالیت داشتند. پدربزرگ و مادربزرگ وایدل هر دو عضو حزب نازی بودند. پدربزرگ او، هانس وایدل، قاضی نظامی در فرمانداری ورشو بود که علیه مخالفان رایش سوم حکم صادر می‌کرد. اسناد بایگانی نشان می‌دهند که آدولف هیتلر شخصاً او را برای این سمت برگزیده و مقامات ارشد آلمان نازی از تعهد و علاقه او به انجام وظایفش قدردانی می‌کردند. خانواده وایدل پس از جنگ جهانی دوم از منطقه سیلزی (که اکنون بخشی از لهستان است) اخراج شده و در منطقه‌ای در شرق وستفالی ساکن شدند. وایدل از اطلاع درباره چنین گذشته‌ای اظهار بی‌اطلاعی کرده است.
او در فرسمولد بزرگ شد و در همان جا در سال ۱۹۹۸ از دبیرستانی با گرایش مسیحی فارغ تحصیل شد. بحث‌های او در مدرسه اغلب باعث درگیری و بروز مشکلاتی بین او و کودکان مهاجر خاورمیانه‌ای می‌شدند.
سپس در دو رشته اقتصاد و مدیریت بازرگانی در دانشگاه بایرویت تحصیل کرد و دوره تحصیل خود را در سال ۲۰۰۴ به عنوان یکی از بهترین فارغ‌تحصیلان سال به پایان رساند. وایدل پس از دریافت کارشناسی، از ژوئیه ۲۰۰۵ تا ژوئن ۲۰۰۶ به عنوان تحلیلگر مدیریت دارایی در فرانکفورت برای شرکت گلدمن ساکس مشغول به کار بود.
آلیس وایدل در اواخر دهه ۲۰۰۰ در بانک چین کار و شش سال را در چین سپری کرد. او به زبان ماندارین نیز صحبت می‌کند که در دوران مدرسه به طور خودآموز یادگرفته بود. متعاقباً او پایان‌نامه دکترای خود را با پیتر اوبرندر، اقتصاددان بهداشت در دانشکده حقوق و اقتصاد در بایروت در مورد آینده سیستم بازنشستگی چین نوشت. در سال ۲۰۱۱ او دکترای خود در توسعه بین‌الملل را با بهترین نمره به پایان رساند. دکترای وی توسط بنیاد کنراد آدنائر پشتیبانی می‌شد.
از مارس ۲۰۱۱ تا مه ۲۰۱۳ او در شرکت آلیانتس گلوبال در فرانکفورت کار می‌کرد. در سال‌های ۲۰۱۳ و ۲۰۱۴ در Heristo که شرکت تأمین‌کننده خوراک دام بود در باد روتنفلده کار کرد. او از سال ۲۰۱۴ به‌صورت آزاد به‌عنوان مشاور کسب و کار به فعالیت مشغول بود. او در سال ۲۰۱۵ برای شرکت اینترنت راکت و فودورا کار کرد. ویدل عضوی از انجمن فردریش فون هایک است.

## سیاست

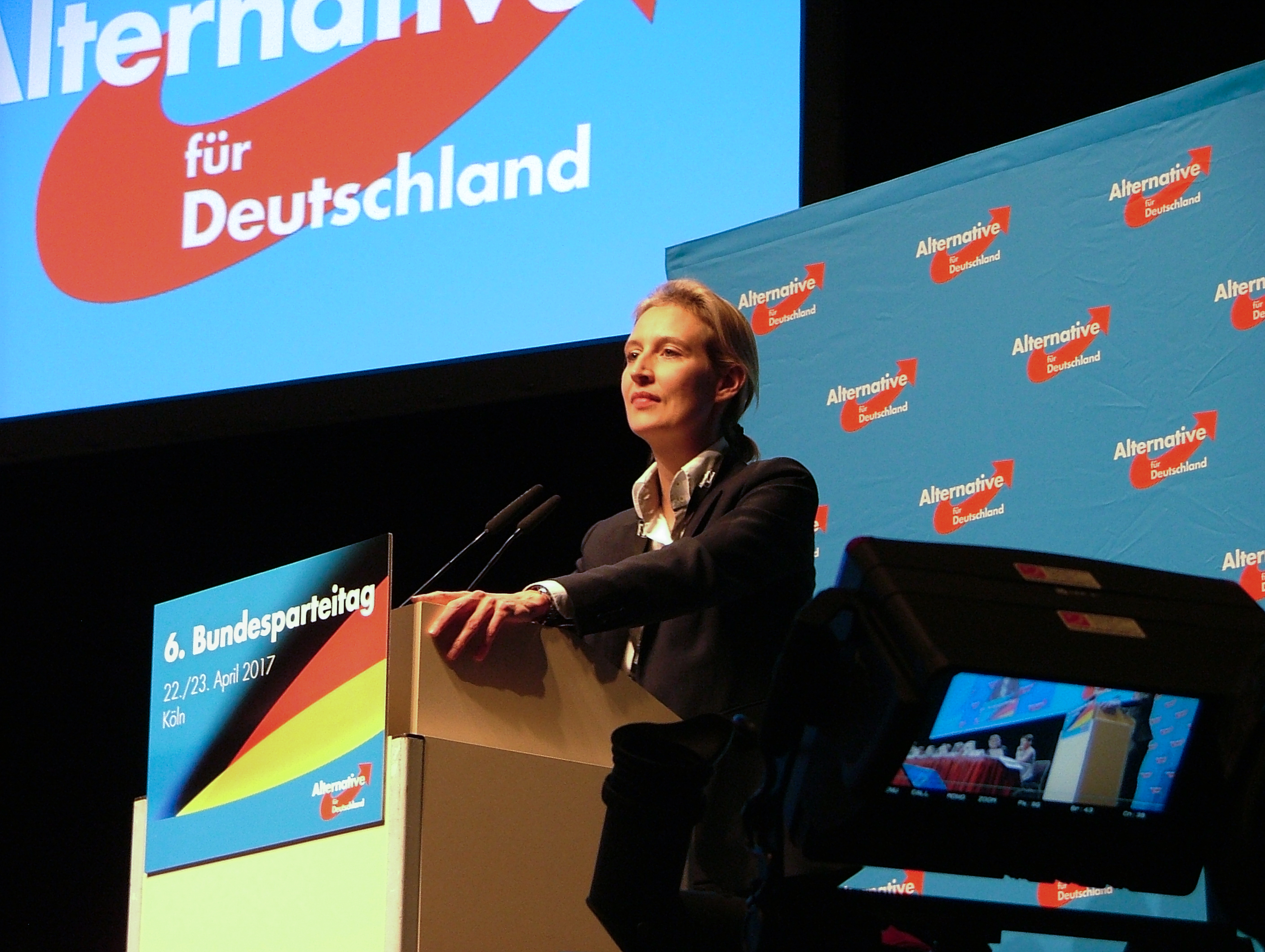
کنفرانس حزب آلترناتیو برای آلمان در ۲۳ آوریل ۲۰۱۷ در کلن، هتل MARITIM

### آلترناتیو برای آلمان
وایدل در اکتبر ۲۰۱۳ به حزب آلترناتیو برای آلمان پیوست. به گفته وایدل، او ابتدا به دلیل مخالفت با یورو جذب این حزب شد. او در ژوئن ۲۰۱۵ به عنوان عضوی از کمیته اجرایی فدرال حزب انتخاب شد و در آوریل ۲۰۱۷ از سمت حزب به‌عنوان نامزد اصلی حزب در انتخابات تعیین شد. او نخستین زن همجنسگرا در آلمان است که به عنوان نامزد اصلی حزب خود به فعالیت مشغول می‌شد. عضویت در این حزب باعث شد آلیس وایدل دوستانش را از دست بدهد و حتی خانواده او مجبور شوند به شهر دیگری کوچ کنند.

### مواضع سیاسی

#### دین
وایدل در اواخر سال ۲۰۱۷ کلیسای کاتولیک و کلیسای انجیلی آلمان را متهم به ایفای همان نقش افتخارآمیز خود در رایش سوم کرد و هر دوی این کلیساها را متهم کرد که ساختاری کاملاً سیاسی دارند و اظهار داشت که «حزب آلترناتیو برای آلمان تنها حزبی مسیحی است که هنوز در آلمان فعالیت دارد.» چنین اظهاراتی توسط کنفرانس اسقف‌های آلمان و کلیسای انجیلی به عنوان «مهملات» و «از خط خارج شدن» تعبیر شد.

#### مهاجرت
وایدل با سیاست‌های مهاجرتی آنگلا مرکل مخالف بود و اظهار داشت: «کشور ما با این سیاست‌های مهاجرتی نابود خواهد شد. دونالد ترامپ گفت مرکل دیوانه است و من کاملاً با او موافقم. این شکلی کاملاً بی‌معنی از سیاست است که در اینجا دنبال می‌شود.» او از دولت آلمان خواسته‌است تا در مناطق ویژه اقتصادی در خاورمیانه سرمایه‌گذاری کند تا افراد تحصیل کرده و ماهر را ترغیب کند که در کشورهای خود بمانند و از احتمال فرار مغزها جلوگیری کند. اما همچنین می‌گوید که از نظام مهاجرتی به سبک کانادا حمایت می‌کند که مهاجران ماهر را در اولویت مهاجرت قرار می‌دهد.
وایدل در سال ۲۰۱۸ در یک سخنرانی در بوندستاگ در انتقاد از سیاست درهای باز آنگلا مرکل  گفت: «برقع، دختران محجبه، مردانی با چاقو و دیگر بیکاره‌هایی که از کمک‌های دولتی بهره‌مند می‌شوند، این‌ها برای ما رفاه و پیشرفت نخواهند آورد.»

#### اتحادیه اروپا
وایدل از ادامه عضویت آلمان در اتحادیه اروپا حمایت می‌کند. با این حال او از کشورهای ضعیف اقتصادی مانند یونان خواسته است که این اتحادیه را ترک کنند و با وجود حمایت از اتحادیهٔ اروپا معتقد است که آلمان باید از واحد پولی یورو خارج شود.

#### مسائل دگرباشان جنسی
وایدل با بحث‌های مربوط به مسائل جنسیتی پیش از بلوغ مخالف است و در این زمینه گفته: «من نمی‌خواهم کسی با حماقت‌های جنسیتی یا آموزش‌های جنسی زودهنگامش به فرزندان من نزدیک شود.»
او همچنین مخالفت خود را با قانونی شدن ازدواج همجنسگرایان اعلام کرده و گفته‌است که حامی «خانواده سنتی» است و همچنین از «شیوه‌های دیگر زندگی» نیز حمایت می‌کند. او با بیان اینکه خود یک همجنسگرا است گفته‌است که از اتحاد مدنی برای زوج‌های همجنسگرای مرد و زن حمایت می‌کند. در سال ۲۰۱۷ که آلمان ازدواج همجنس‌گرایان را قانونی اعلام کرد، وایدل این موضوع را در مقایسه با بحران مهاجرت، مسئله‌ای کم‌اهمیت دانست.

#### یهودیت و یهودی‌ستیزی
در سال ۲۰۱۸ پس از اینکه ولفگانگ گیدیون نماینده حزب آلترناتیو برای آلمان در پارلمان ایالتی بادن وورتمبرگ انجمن یهودیان این حزب را به چالش کشید، وایدل خواستار اخراج وی از حزب شد. با این حال در رویدادی دیگر در سال ۲۰۲۰ هنگامی که فرانک والتر اشتاین‌مایر رئیس‌جمهور فدرال، صلیب فدرال شایستگی را به ایگور لویت پیانیست یهودی به دلیل فعالیت‌هایش از جمله مبارزاتش با یهودی‌ستیزی اعطا کرد، وایدل او را متهم کرد که تفرقه را در کشور عمیق‌تر می‌کند.
وایدل در مقاله‌ای که در نشریه راست افراطی Junge Freiheit به چاپ رسانده بود مدعی شده بود که بی‌اعتبار کردن خانواده بورژوایی، جنسیت‌زدگی شدید و آموزش‌های جنسی زودهنگام، جنسیت‌گرایی و جامعه چندفرهنگی، ثمرات مارکسیسم فرهنگی هستند. در واکنش، ماتیاس کوئنت پژوهشگر در زمینه راست افراطی، وایدل را متهم کرد که به افسانه توطئه مارکسیسم فرهنگی دامن می‌زند. اصطلاحی که در نوشته‌های راست‌گرایان افراطی به وفور دیده می‌شود و مفهومی یهودستیزانه دارد و مشابه اصطلاح بلشویسم فرهنگی است که توسط ناسیونال سوسیالیست‌ها استفاده می‌شد. کوئنت در توضیح خود نوشت که کلاوس شیکنت، نویسنده یهودی‌ستیز در دوره نازی‌ها نیز در همان مفهومی از اصطلاح مارکسیسم فرهنگی استفاده می‌کرد که سال‌ها بعد افرادی همانند آندرس بریویک در سال ۲۰۱۱ و برنتون تارنت در سال ۲۰۱۹ از آن برای توجیه کشتارهای خود استفاده کردند.

#### الگوی سیاسی
آلیس وایدل مارگارت تاچر را الگوی سیاسی خود می‌داند. او در گفت‌وگو با روزنامه بیلت گفته بود: «زندگی‌نامه او برایم الهام‌بخش است - شهامتش در ایستادگی در برابر جریان غالب، حتی در بوته دشواری‌ها. تاچر در دوران رکود اقتصادی به قدرت رسید و بریتانیا را به مسیر درست برگرداند.» و «در بلندمدت، اصلاحات تاچر واقعاً اقتصاد بریتانیا را تقویت کرد، اما «بانوی آهنین» بیشتر به‌عنوان سیاستمداری شناخته می‌شود که صنایع سنگین و نظام رفاهی کشور را از بین برد؛ موضوعی که بسیاری از بریتانیایی‌ها هنوز هم او را به‌خاطر آن نمی‌بخشند.»

#### آدولف هیتلر
آلیس وایدل در فوریه ۲۰۲۵ در گفتگو با ایلان ماسک گفت که «هیتلر کمونیست بود.»

#### روسیه
آلیس وایدل خواستار پایان هر چه زودتر حملهٔ روسیه به اوکراین و خرید گاز طبیعی ارزان از روسیه است.

### مجادلات

#### حادثه نمایش تلویزیونی «نزاکت سیاسی»
وایدل در آوریل ۲۰۱۷ به اظهارنظر علیه نزاکت سیاسی پرداخت و ادعا کرد که جای آن در زباله دان تاریخ است. در پاسخ، در ۲۷ آوریل ۲۰۱۷ کریستیان ارینگ از برنامه طنز extra 3 به این موضوع پرداخت و گفت:  «درست است! بیایید به نزاکت سیاسی پایان دهیم. حق با فاحشه نازی است. آیا این [حرف] به اندازه کافی بی‌نزاکت (incorrect) بود؟ امیدوارم چنین باشد!» وایدل با هدف جلوگیری از بازپخش این برنامه از این شبکه به دادگاه شکایت برد. با این حال در ۱۷ مه ۲۰۱۷ دادگاه ناحیه هامبورگ علیه وی حکمی صادر کرد و اظهار داشت که یک شخصیت عمومی باید انتقادات اغراق‌آمیز را تحمل کند. وایدل با این حکم مخالفت کرد و قول داد که آن را به دادگاه عالی منطقه ای ارجاع دهد. با این حال تا سپتامبر ۲۰۱۷ هیچ اقدام دیگری انجام نشد.

#### حادثه مهاجرت غیرقانونی
روزنامه دی‌تسایت در گزارشی در سپتامبر ۲۰۱۷ مدعی شد که وایدل یک پناهنده سوری را به‌صورت غیرقانونی برای انجام کارهای خانه در اقامتگاهش در سوئیس استخدام کرده بود. این گزارش همچنین ادعا می‌کند که این پناهجو قرارداد کار مکتوب نداشته و همچنین فاکتورهای پرداخت نیز برای کار او وجود ندارد. ویدل در توییتی پاسخ داد که گزارش Die Zeit اخبار جعلی و دروغ است و وکیل وایدل اظهار داشت که شخص اهل سوریه در خانه ویدل به عنوان مهمان در خانه او و نه به عنوان کارگر اقامت داشته است.

## زندگی شخصی
ویدل با زنی اهل سریلانکا که در آینزیدلن، سوئیس زندگی می‌کند در رابطه است. شریک زندگی او به عنوان تهیه‌کننده فیلم کار می‌کند. با اینکه محل زندگی وایدل در برلین است، اما به صورت پاره وقت در آین‌سیذن به سر می‌برد. آنها دو پسرخوانده دارند.